# Энгельгардт, Карл Август
Карл Август Энгельгардт (нем. Karl August Engelhardt; 4 февраля 1768, Дрезден — 28 января 1834, там же) — немецкий писатель

, архивист.

## Биография
Родился в семье кондитера. С 1786 года изучал богословие в Виттенбергском университете. После окончания учёбы в 1790 году занял должность судьи, в 1794 году подал в отставку и занялся литературной деятельностью.
По рекомендации Иоганна Кристофа Аделунга с 1805 года стал работать асессором в Саксонской государственной библиотеке. С 1810 года — адъюнкт архивариуса секретной военной канцелярии. После смерти начальника занял место архивариуса секретного военного совета Палаты военного управления Королевства Саксония. С декабря 1831 года работал архивистом и секретарём военного министерства.

## Творчество
Автор сочинений для молодежи, школьных учебников, преимущественно по краеведению и национальной истории. С 1813 года публиковался под синонимом Richard Roos.
Его произведения характеризуются сатирическим остроумием и лёгкостью.

## Избранные публикации
- Karl Bruckmann oder William Sterne, Findling des Harzgebirges (1791—1801);
- Originalzüge a. d. Leben eines Sonderlings (1796);
- Die Mönche von San-Martino (1797);
- Der neue Jugendfreund, 12 томов, Лейпциг, 1797—1814.
- Erdmann (1800);
- Handbuch der Erdbeschreibung der kursächsischen Lande, Лейпциг 1801.
- Beiträge zu einer Schaubühne f. d. detsche Jugend (1803);
- Erdbeschreibung des Königreiches Sachsen, Дрезден 1807;
- Sechs denkwürdige Tage a. d. Leben Napoleons (1807);
- Tägliche Denkwürdigkeiten aus der sächsischen Geschichte, 3 тома, Лейпциг 1809—1812;
- Tharands heilige Hallen (1815);
- Erzählungen, Дрезден 1820;
- Gedichte (три сборника, 1820 и 1824);
- Bunte Steme (1821);
- Vaterlandskunde für Schule und Haus, Лейпциг 1833;
- Agrionien (1836);
- Musivische Bilder (1836);
- Der grosse Unbekannte (1845).